# Eriocaulon pilosissimum
Eriocaulon pilosissimum là một loài thực vật có hoa trong họ Eriocaulaceae. Loài này được P.Royen mô tả khoa học đầu tiên năm 1960.